# Grupo Pestana
El Grupo Pestana es un grupo hotelero portugués.
Con un recorrido de cuatro décadas de éxito, el Grupo tiene y gestiona más de 90 unidades en Portugal y en el extranjero. Tiene además una compañía de vuelos chárter, seis campos de golf, dos casinos, tres emprendimientos inmobiliarios turísticos, 12 emprendimientos de Timeshare y un operador turístico, con el objetivo de ofrecer productos completos y más atractivos. En la industria y en los servicios, el Grupo de Dionísio Pestana participa en la empresa de cervezas de Madeira y en la Sociedad de Desarrollo de Madeira. En total, son nueve áreas de negocio donde opera: hotelería, golf, casinos, inmobiliario turístico, aviación, distribución turística, timesharing, industria y servicios.
Solamente este año[¿cuándo?], el mayor grupo hotelero portugués inauguró la Pousada de Cascais, la mayor del país, el premiado proyecto sustentable Pestana Tróia Eco Resort & Residences y la primera unidad en Colombia, el Pestana Bogotá 100.
Siguen los primeros hoteles del Grupo en Marruecos y en América del Norte: el Pestana Casablanca y el Pestana South Beach, en Miami, respectivamente, que van a abrir sus puertas este año.

## Historia
Todo comenzó en Madeira, donde el Grupo abrió el primer hotel en 1972, el icónico Pestana Carlton Madeira. Un hotel con más de 300 habitaciones, creado por Manuel Pestana, fundador del Grupo y padre de Dionísio Pestana, que regresó a su tierra natal para realizar el sueño de construir un hotel de lujo en su isla. Fue a partir de una visión innovadora del joven Dionísio Pestana, que en 1976 regresó de África del Sur y comenzó a crear el actual grupo internacional.
En la década del 70 y en un contexto de crisis nacional, fueron necesarios algunos años para que el primer hotel a alcanzara la excelencia deseada. Para ello contribuyó también decisivamente el camino pionero diseñado por Dionísio Pestana con la apuesta en el timeshare, un modelo totalmente innovador en Portugal, y que permitió desarrollar la marca.
Gradualmente se fue diseñando una estrategia de crecimiento sustentado en la diversificación para servicios complementarios. Las apuestas siguientes, en la década del 90, pasaron por inversiones en las áreas del inmobiliario turístico y en el golf que permitieron a la marca Pestana crear la base en Algarve, territorio clave para el turismo nacional y el primer paso para el liderazgo en el país. El primer paso en el camino de la internacionalización se da en 1998, con la apertura de las unidades de Mozambique y, luego al año siguiente con la apuesta en el destino Brasil con la compra del Pestana Rio Atlántica en Río de Janeiro, al que se sumaron gradualmente otras ocho unidades.
En 2001 el Grupo Pestana inaugura su flagship hotel en Lisboa, el Pestana Palace Hotel & National Monument, fruto de la recuperación del Palacio de Valle Flor y de sus jardines, ambos Monumentos Nacionales, una unidad “The Leading Hotels of the Word”. Dos años más tarde, en 2003 y también en Portugal, el Grupo Pestana gana el concurso internacional para gerenciar la cadena Pousadas de Portugal.
África del Sur, Cabo Verde, Argentina, Santo Tomé y Venezuela se van agregando al mapa cada vez más global de la marca Pestana a lo largo de esta primera década del siglo XXI. La apertura del Pestana Chealsea Bridge, en Londres, en 2010, da inicio al nuevo eje de expansión del Grupo, para las capitales europeas, a la que se suma, en 2011 la capital alemana con el Pestana Berlin Tiergarten. Los resultados de este recorrido de 40 años son claros: El Grupo Pestana es hoy el mayor grupo hotelero portugués con presencia en 13 países, en tres continentes.
Pasados estos 40 años de éxito, el Grupo continúa estudiando nuevas formas de desarrollo, dentro y fuera del país. En los próximos años, las principales ciudades europeas y de América del Sur van a continuar siendo la gran apuesta del Grupo. Para conmemorar este aniversario, el Grupo tiene previstas varias iniciativas comerciales en las unidades Pestana, a lo largo de todo el año.

## Hoteles
- Grupo Pestana
- Pousadas de Portugal